# 顔之儀
顔 之儀（がん しぎ、523年 - 591年）は、中国の南北朝時代の文学者・政治家。字は子升。本貫は琅邪郡臨沂県。顔之推の兄。

## 経歴
南朝梁の湘東王府記室参軍の顔協の子として生まれた。幼くして聡明で、3歳で『孝経』を読むことができたとされる。成長すると、書物を広く読み、詞賦を作るのを好んだ。元帝に「神州頌」を献上して、賞賛を受けた。
承聖3年（554年）、西魏の于謹が江陵を平定すると、之儀は長安に連行された。北周の明帝のときに麟趾学士となり、司書上士に転じた。建徳元年（572年）、武帝が宇文贇を皇太子に立てると、之儀は太子侍読となってその師をつとめた。建徳5年（576年）、宇文贇が吐谷渾を征討すると、之儀はその下で従軍した。宇文贇には軍中での過ちが多く、武帝は太子を教導できなかった鄭訳らを譴責したが、之儀に対しては諫言をつづけたことを評価して賞与を与えた。之儀は小宮尹の位を受け、平陽県男に封じられた。
宣政元年（578年）、宇文贇（宣帝）が即位すると、之儀は上儀同大将軍・御正中大夫の位を受け、爵位は公に進んだ。宣帝の政治は乱れたので、之儀は面と向かって諫めつづけ、容れられることはなかったが諫言を止めなかった。大象元年（579年）、宣帝が王軌を処刑すると、之儀はやはり諫言したため、宣帝の怒りを買った。
大象2年（580年）、宣帝が死去すると、劉昉や鄭訳らが遺詔といつわって楊堅を丞相に立て、静帝を輔弼させた。劉昉らは偽の草詔を見せて、之儀に連署を迫ったが、之儀は宣帝の意向ではないと知って、服従を拒否した。楊堅の怒りを買って、西疆郡太守に左遷された。
開皇元年（581年）、楊堅（隋の文帝）が即位すると、之儀は長安に召還され、爵位は新野郡公に進んだ。開皇5年（585年）、集州刺史に任じられた。開皇6年（586年）、長安に召還されると致仕した。開皇11年（591年）冬、死去した。享年は69。文集10巻が残された。

## 伝記資料
- 『周書』巻40 列伝第32
- 『北史』巻83 列伝第71